# Beta Israel
Die Beta Israel (Betä Ǝsraᵓel, Ge‘ez ቤተ እስራኤል, hebräisch בֵּיתֶא יִשְׂרָאֵל, „Haus Israel“ im Sinne von „Familie Israel“) oder Falascha (Fälaša, fȧ-lä'shȧz Ge‘ez ፈላሻ, anderer Plural Falaschen, Singular Falasche, amharisch „Heimatlose, Außenseiter“, „Landlose“, „Exilierte“, pejorativ konnotiert) sind eine ethnisch-religiöse Gruppe, deren Mitglieder ursprünglich in Äthiopien beheimatet waren. Von ihrem Siedlungsgebiet um den Tanasee und nördlich davon emigrierten die meisten Mitglieder der als Juden anerkannten Gruppe ab Ende der 1970er Jahre nach Israel. Dort bezeichnen und sehen sich ihre Angehörigen heute meist schlicht als Äthiopier oder als äthiopische Juden (Ge‘ez የኢትዮጵያ ይሁዲ, hebräisch יְהוּדֵי אֶתְיוֹפְּיָה). Ihre ursprüngliche Religion galt und gilt trotz zahlreicher Sonderlichkeiten oder autochthoner Entwicklungen auch vielfach heute noch als äthiopischer Zweig der jüdischen Religion.
Ende 2021 waren 164.400 Personen in Israel äthiopisch-jüdischer Abstammung, von denen wiederum 90.600 in Äthiopien geboren worden waren. Das heißt, dass weniger als 2 Prozent der Bevölkerung Israels äthiopischer Abstammung waren. Über ihren Ursprung ist viel debattiert worden. Obwohl die Gruppierung erst ab dem 14. Jhd. in Äthiopien historisch greifbar ist, wurde teilweise ein weitaus höheres Alter angenommen. Ihre eigene Überlieferung kennt mehrere Erklärungen für ihre Anwesenheit in Äthiopien, etwa eine Abkunft vom Stamm Dan, oder der Gefolgschaft des Königssohnes Menelik, Nachkomme von Salomon und der Königin von Saba, welcher bei seiner Rückreise aus Äthiopien die Bundeslade aus dem Jerusalemer Tempel geraubt und nach Äthiopien verbracht hätte. Am wahrscheinlichsten gilt heute, dass es sich bei ihnen um eine autochthone Gruppierung handelt. Klar ist, dass sie jahrhundertelang im Norden Äthiopiens (Gondar, Tigray) lebten, wo sie eigene unabhängige Staaten bildeten, die im 17. Jahrhundert allesamt von den Kaiserlichen zerstört wurden. Die Falaschen wurden daraufhin zu einer marginalisierten und diskriminierten Minderheit, meist ohne das Recht auf Landbesitz.
Seit ihren ersten beständigen Kontakten mit dem europäischen Judentum Anfang des 20. Jahrhunderts identifizieren sie ihre Religion – die sie Haymanot (ge‘ez ሃይማኖት) nannten – mit der der Fremden und nahmen bereitwillig die unbekannten Rituale, Gebräuche und Gebote der europäischen Juden in ihre kulturelle Praxis auf mit dem Ziel, ihren Glauben an das normative Judentum, (Rabbinische Judentum) anzupassen. 1975, nach dem entscheidenden Urteil des Rabbinats, erkannte die israelische Regierung die Falaschen als Juden an und erlaubte ihnen die Einreise nach Israel. Ihr Exodus fand ab 1977 unter schwierigen Bedingungen und dank einer Luftbrücke statt. Zu nennen sind hier vor allem die Operationen „Mose“ im Winter 1984/85 und „Salomon“ im Frühjahr 1991, bei welchen insgesamt mehr als 20.000 Falaschen nach Israel gelangten. In Israel wurden sie bereits unmittelbar nach ihrer Ankunft das Opfer von teils heftigem Rassismus und Diskriminierung. In der Gesellschaft des jüdischen Staates halten sie auch noch Jahrzehnte nach ihrer Einwanderung nach Israel und der Konversion zum normativen Judentum eine gesellschaftliche Außenseiterrolle inne, leben häufig in schwierigen wirtschaftlichen Verhältnissen und stoßen mitunter auf heftige Ablehnung und Intoleranz.  In der jüngeren Vergangenheit haben sie vor allem durch die Unruhen und gewalttätige Ausschreitungen im Zuge des „Blutskandals“, und des „Empfängnisverhütungsskandals“, sowie durch die „BLM-Proteste“ auf sich aufmerksam gemacht.

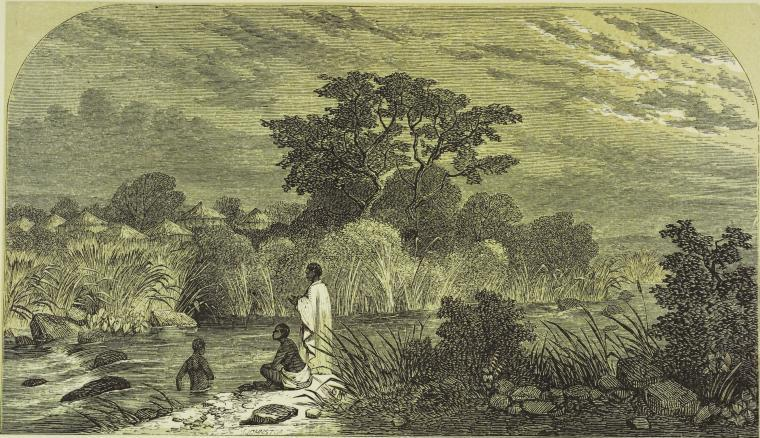
Das Falasha-Dorf Balankab in Äthiopien, von H. A. Stern: Wanderings Among the Falashas in Abyssinia London, 1862

## Ursprung

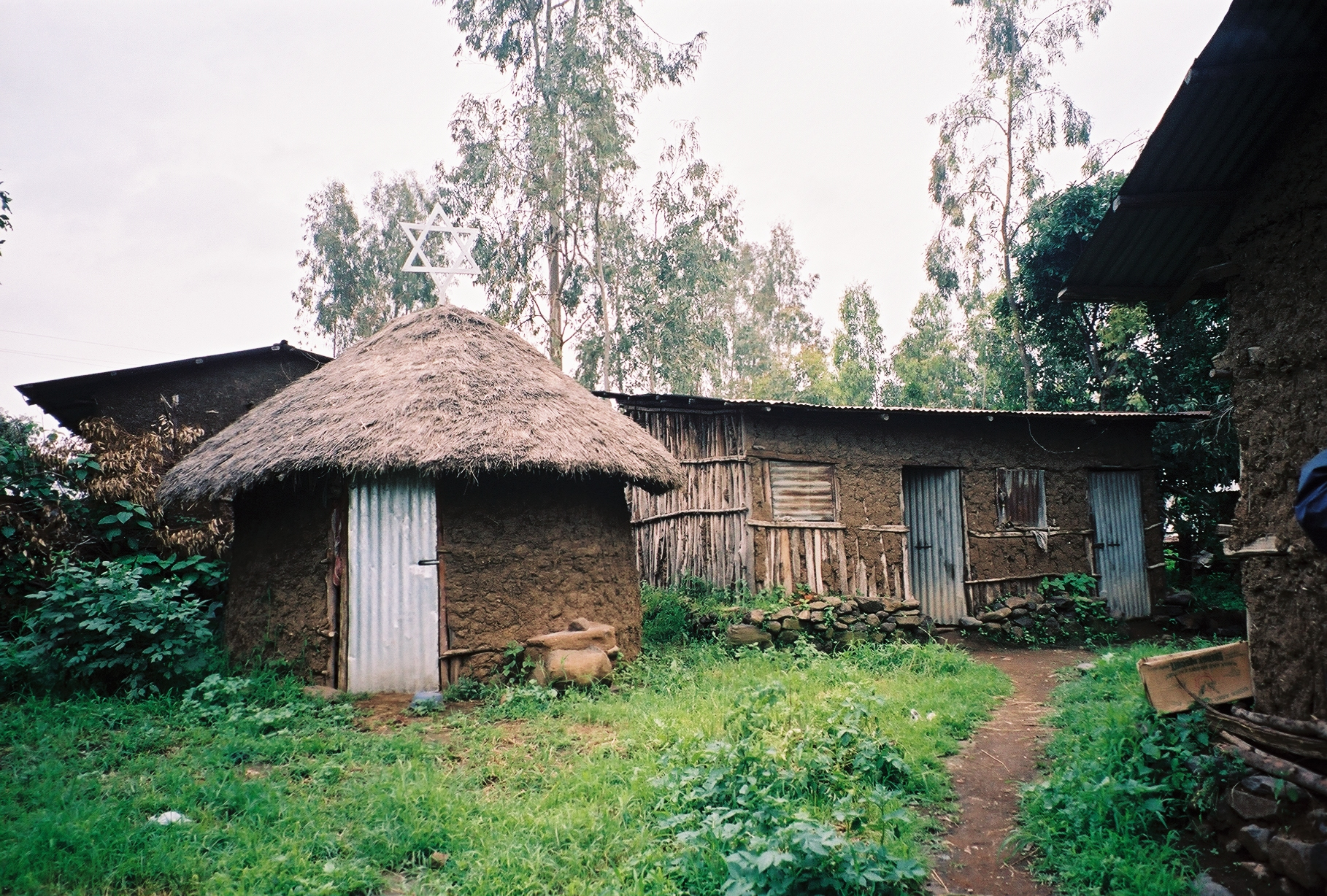
Synagoge in Welega, Äthiopien

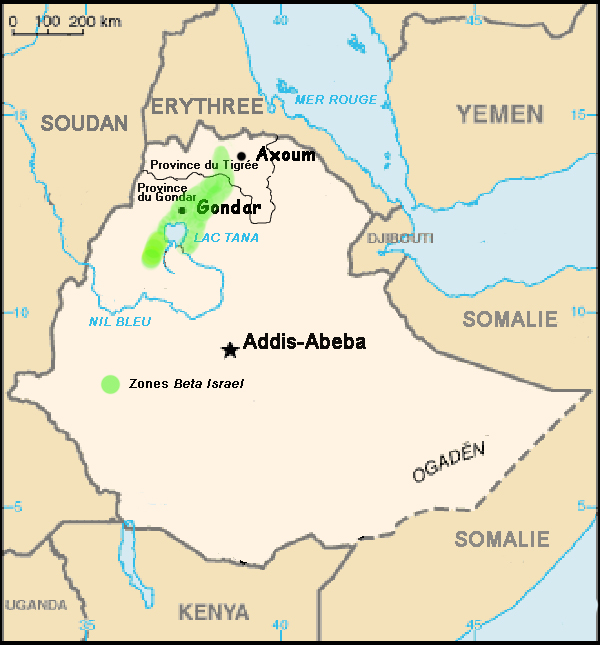
Siedlungsgebiet der äthiopischen Juden unmittelbar vor der Auswanderungswelle

Bisher gibt es keine Einigkeit unter den Historikern zum Ursprung der Beta Israel. Die verschiedenen Meinungen lassen sich unter zwei Grundpositionen zusammenfassen, die israelitische Einwanderungsthese und die christliche Ursprungsthese.

### Einwanderung von Israeliten in biblischer und nachbiblischer Zeit

#### Im Gefolge der Königin von Saba
Nach der Überlieferung der Beta Israel waren ihre Vorfahren Israeliten, die im 10. Jahrhundert v. Chr. zur Zeit der Königin von Saba (in Äthiopien wird sie Königin Makeda genannt) aus dem Königreich Israel nach Äthiopien ausgewandert sind. Das äthiopische Nationalepos Kebra Negast (Herrlichkeit der Könige) beschreibt in seiner aus dem 14. Jahrhundert n. Chr. stammenden schriftlichen Fassung, wie Menelik I., der Sohn von Königin Makeda, aus Äthiopien kommend seinen Vater Salomo in Jerusalem besucht habe. Bei seiner Rückkehr sei er von einem zahlreichen Gefolge von Israeliten, 12.000 Männern, begleitet worden, als deren Nachkommen sich die Beta Israel betrachten.

#### Einwanderung über Ägypten
Einer anderen Erzählung zufolge wanderten die Beta Israel nach der Eroberung Jerusalems durch die Babylonier (587/586 v. Chr.) nach Ägypten aus. Von dort seien sie über Elephantine, wo die Existenz einer jüdischen Gemeinschaft nachgewiesen werden konnte, weiter nach Äthiopien geflohen.

#### Zerstreuung aus dem römischen Judäa
Eine weitere Erzählung besagt, dass die Beta Israel dem Stamm Dan angehörten, einem der zwölf Stämme Israels, und in Folge der Zerstörung Jerusalems durch die Römer (70 n. Chr.) und der anschließenden Zerstreuung der jüdischen Bevölkerung nach Äthiopien gelangt seien. Dies ist auch die offizielle Meinung der israelischen Regierung, die es den äthiopischen Juden erlaubte, nach Israel einzuwandern.

### Die Beta Israel als christliche Konvertiten
Die aksumitischen Könige waren nachweislich Anhänger einer polytheistischen und damit nichtjüdischen Religion, bevor Ezana ca. 333 zum Christentum übertrat. Aufgrund fehlender zeitgenössischer Zeugnisse nehmen viele Historiker an, dass es zu dieser Zeit noch keine Beta Israel gegeben hat. Die Bildung dieser Religions- und Volksgruppe sei auf den späteren Abfall königskritischer christlicher Fundamentalisten vom äthiopischen Christentum zurückzuführen. Vertreter dieser Hypothese stützen sich zudem auf die vormals von den Beta Israel gesprochenen kuschitischen Agau-Sprachen, Qwara und Kayla; demnach hätten die Beta Israel ursprünglich keine semitische, d. h. keine mit dem Hebräischen oder Aramäischen verwandte Sprache gesprochen. Auch lassen DNA-Analysen keine besondere genetische Verwandtschaft der Beta Israel mit Juden anderer Länder erkennen.

## Gruppen
Die Beta Israel kann man in drei Hauptgruppen unterteilen, die Falaschen, die Kemant und die Falascha Mura.

### Falaschen
Die Falaschen praktizieren eine frühe Form des jüdischen Glaubens. Sie lebten in den Regionen Begemder und Simien nördlich und nordöstlich des Tanasees, in den Bergen der heutigen Provinzen Amhara und Tigray. Für die Falaschen galten spezielle Steuern und es war ihnen verboten, Land zu kaufen und zu besitzen. So versuchten sie, auf gepachtetem Land ihre Existenz aufzubauen, ergänzt durch handwerkliche Arbeiten wie Schreinerei, Metallbearbeitung, Töpferei und Weberei. Die Männer der Falaschen gingen vor allem ihren landwirtschaftlichen und handwerklichen Tätigkeiten nach, während die Frauen sich um die Erziehung der Kinder kümmerten und Spinnerei, Weberei und Töpferei betrieben. Sie wurden von den Amharen und Tigray gemieden. Ihre Sprache, das Qwara, gehört zu den kuschitischen Sprachen, und ihre Bibel ist in Altäthiopischer Sprache verfasst und identisch mit der der orthodoxen Christen Äthiopiens. In Nord-West-Äthiopien bestand bis zum Ende des 15. Jahrhunderts abseits des christlichen Reiches und zeitweilig ihm unterworfen ein Königreich der Falaschen.
Die Falaschen wurden 1975 als Abkömmlinge des Stammes Dan, eines der zehn verlorenen Stämme Israels, vom israelischen Rabbinat offiziell anerkannt. Diese Ansicht stützte sich insbesondere auf rabbinische Quellen des Mittelalters, und ihre Kultausübungen entsprechen den jüdischen Gebräuchen vor Entstehung des Talmud. Mit dieser Anerkennung konnten sie im Rahmen des Rückkehrgesetzes nach Israel einwandern.
Die Falaschen feierten weder Purim noch Chanukka, da sie sich historisch bereits vom Zentrum des Judentums entfernt hatten, bevor diese Festtage aufkamen. Seit ihrer Ankunft im Staat Israel halten sich die meisten Beta Israel an diese Feiertage. Sie besitzen ihr eigenes mündlich tradiertes Gesetz, das vielfach dem der Karäer ähnelt. Jedoch interpretieren ihre Ältesten oder die Priesterkaste, die so genannten kessim oder qessotch, die Halacha in einer nur leicht abweichenden Weise von dem, was andere rabbinisch-jüdische Gemeinden in anderen Teilen der Welt praktizieren. In diesem Sinn verfolgen die Beta Israel eine dem Talmud ähnliche Tradition, obgleich sie zuweilen im Gegensatz zu Lehre und Praxis anderer jüdischer Gemeinden weltweit steht. Heute sind sie eine Gemeinde im Fluss und haben schon viele Traditionen des normativen Judentums übernommen.

### Kemant
Die Kemant besiedeln das Gebiet nördlich des Tanasees und sind historisch und ethnisch eng mit den Beta Israel verwandt. Wie die Falaschen sind sie als eine Handwerkerkaste zu betrachten, doch ihre Spezialität ist der Bau von Papyrusbooten auf dem Tanasee. Ihre vormalige heidnisch-hebräische Religion haben sie heutzutage zugunsten des äthiopischen Christentums aufgegeben. Sie sind vom Aussterben bedroht und sind heutzutage auf eine Gemeinschaft von weniger als 300 Mitgliedern geschmolzen.

### Falascha Mura
Die Falascha Mura, deren Name aus Falascha, Außenseiter, und Mura, Maria, zusammengesetzt ist, gehören nicht zu den Falaschen, werden aber vom israelischen Oberrabbinat als zwangschristianisierte Falaschen betrachtet. Sie sind verschiedenen Ursprungs, behaupten aber, letztlich von Falaschen abzustammen. Sie seien im 19. Jahrhundert zum Teil freiwillig, zum Teil unter Zwang zum Christentum übergetreten. Zu ihnen gehören insbesondere die über die Provinz Schoa verstreuten Tabiban (Schmiede).
Die israelische Regierung entschied 2003, dass jeder Äthiopier, der mütterlicherseits eine Verbindung zum Judentum nachweisen kann, auch wenn sie schon viele Generationen zurückliegt, zusammen mit seiner Familie nach Israel einwandern darf. Erst im Januar 2005 wurde beschlossen, alle ca. 20.000 in Äthiopien zurückgebliebenen Falascha Mura im Laufe von drei Jahren nach Israel zu holen. Nach der Einwanderung werden sie in Israel einem erleichterten Konversionsprozess zum Judentum unterzogen. Es war umstritten, ob ihnen die israelische Staatsbürgerschaft zuerkannt werden solle, einige ultraorthodoxe Juden lehnten dies ab. Die Falascha Mura bildeten eine starke Gruppe innerhalb der messianischen Juden Israels.
Da der israelische Staat nur zögerlich und in begrenzten Kontingenten die Einwanderung der Falascha Mura erlaubt hat, gab es 2019 noch fast 8000, die in Äthiopien der Auswanderung nach Israel harrten. Im Dezember 2020 begann Israel mit der Umsiedlung der verbleibenden äthiopischen Juden nach Israel. Bis Ende Januar 2021 sollten 2000 der in Addis Abeba und Gondar wartenden Falascha Mura nach Israel gebracht werden. Einen entsprechenden Plan mit einem Budget von umgerechnet 92 Millionen Euro hatte die Regierung im Oktober verabschiedet.

## Im äthiopischen Staat
Seitdem sich das Christentum im 4. Jahrhundert in Äthiopien ausbreitete und zur Staatsreligion ernannt wurde, wurden die Juden verfolgt. Einige konvertierten zum Christentum, um Verfolgung und Misshandlung zu entgehen. Diejenigen, die sich weigerten, zum Christentum zu konvertieren, verloren ihr Land. Ihnen war es untersagt, staatliche und öffentliche Ämter zu bekleiden. Als Reaktion auf ihre anhaltende Verfolgung zogen sich die Juden aus den Küstengebieten zurück, um sich in den Bergen im Norden von Äthiopien anzusiedeln. In den Bergen hatten sie kaum Kontakte zur Außenwelt und lebten abgeschottet in ihrer eigenen Welt.
Im Mittelalter bestand ein jüdisches Königreich in Nordwest-Äthiopien. Es wurde 1616 von seinen Nachbarn erobert, und damit begann der Niedergang der Beta Israel. Zu Beginn des 18. Jahrhunderts wurde ihre Zahl auf 250.000 geschätzt; um das Jahr 1800 waren es nur noch 100.000.
Mit dem Sturz von Kaiser Haile Selassie am 12. September 1974 verschlechterte sich die Situation der Beta Israel. Während des Umsturzes verloren etwa 2500 Beta Israel ihr Leben, weitere 7000 wurden obdachlos. Während der sozialistischen Militärdiktatur (ab 1974) wurden auch die Beta Israel enteignet und in landwirtschaftlichen Genossenschaften mit mehrheitlich nichtjüdischen Einwohnern integriert. Ferner gab es viele Zwangsrekrutierungen in die äthiopische Armee, auch von Jungen, die erst zwölf Jahre alt waren. Bis 1985 schrumpfte die Zahl der Beta Israel auf 25.000 Menschen.
Am 22. April 2018 besuchte die israelische Justizministerin Ajelet Schaked eine Synagoge in Addis Abeba. Dabei versprach sie, den noch ca. 8.000 Falascha Mura die schnelle Einreise nach Israel zu ermöglichen.
2023 lebten noch rund 15.000 Falascha in Äthiopien, vor allem im Bereich Gonder und Tigray. Insbesondere auf dem Land gibt es einen erheblichen Antisemitismus. Im Tigray-Krieg zwischen Äthiopien und der in Tigray regierenden Partei TPLF verhinderte Premierminister Abiy Ahmed Anfang 2022 die Umsiedlung Hunderter von Falascha nach Israel.

## Migration nach Israel

### Voraussetzungen
Die Falaschen wurden bereits im 16. Jahrhundert vom ägyptischen Rabbiner David ben Solomon ibn Abi Zimra (Radbaz) als Juden aus dem Stamm Dan anerkannt. Die Bestätigung von Rabbinern aus 45 Ländern erfolgte jedoch erst im Jahre 1908.
Von der israelischen Regierung als „amtliche“ Juden wurden die Beta Israel erst 1975 nach einer Entscheidung des sephardischen Rabbi Ovadja Josef anerkannt. Demnach betrachtete man sie als Nachkommen des Stammes Dan, eines der zehn verlorenen Stämme Israels. Damit erhielten sie das Recht, sich im Rahmen des Rückkehrergesetzes vom 5. Juli 1950 in Israel niederzulassen.

### Praktische Durchführung
Bis 1977 kamen nur einzelne Gruppen von Falaschen nach Israel. Seit 1977 wurde von der israelischen Regierung unter Menachem Begin intensiv um die Erlaubnis der Einwanderung verhandelt. Von 1977 bis 1984 kamen über 8000 Falaschen nach Israel, zum Teil flohen sie über den Sudan, andere kamen im Tausch gegen Waffenlieferungen an die äthiopische Regierung. Trotzdem verbot die äthiopische Regierung das Lernen von Hebräisch, und die Kesim (d. h. religiöse Leiter) wurden schikaniert und von der Regierung überwacht.

#### Operation Brüder
Israels Premierminister Menachem Begin beauftragte den Geheimdienst seines Landes, den Mossad, die äthiopisch-jüdische Gemeinde zu retten und nach Israel zu bringen. Daraufhin errichteten Mossad-Agenten am Roten Meer ein Feriendorf für Taucher und Touristen. Sie konnten nun Lastwagen und Busse betreiben, um echte Touristen neben „äthiopischen Touristen“ (Beta Israel) in das Feriendorf zu bringen; außerdem stellten sie Boote zur Verfügung, um jüdische Flüchtlinge über das Rote Meer nach Israel zu transportieren. Die Operation Brüder wurde 2019 unter dem Titel „The Red Sea Diving Resort“ verfilmt.

#### Operation Moses
Zwischen dem 21. November 1984 und dem 5. Januar 1985 erfolgte der Ausflug von ca. 8000 äthiopischen Juden aus dem Sudan. Sie waren wegen einer Hungerkatastrophe dorthin geflohen. Vermutlich hatten noch weit mehr Beta Israel versucht, in den Sudan zu fliehen, waren aber infolge von Hunger und Krankheiten auf dem langen Fußmarsch umgekommen.
Die vom Sudan erlaubten Flüge wurden nachts im Geheimen durchgeführt. Als die Geschichte in den Medien bekannt wurde, zwangen einige arabische Staaten den Sudan, die Flüge zu unterbinden. Deswegen mussten zunächst etwa 1000 Beta Israel im Sudan zurückgelassen werden.

#### Operation Joshua
Bei der Operation Joshua, auch bekannt als Operation Sheba (Saba), wurden im Jahr 1985 auf Veranlassung der israelischen Regierung etwa 500 äthiopische Juden nachträglich aus sudanesischen Flüchtlingslagern nach Israel ausgeflogen.

#### Operation Salomon
Vom 23. bis zum 25. Mai 1991 wurden 14.324 Juden in einer weiteren Luftbrücke innerhalb von 35 Stunden und 25 Minuten mit 41 Flügen von Addis Abeba nach Tel Aviv gebracht. Diese bis heute einmalige Luftbrücke erfolgte aus der von Rebellen eingeschlossenen äthiopischen Hauptstadt. Damit stieg die Zahl der Beta Israel in Israel auf 36.000.

#### Rückführung aus der Provinz Quara
Bei den bis 1991 erfolgten Rückführungen blieben die Juden der Provinz Quara in Äthiopien zurück, weil diese von Rebellen beherrscht wurde und die zur Flucht bereiten Juden den Weg nach Addis Abeba nicht antreten konnten. 1999 eskalierte der Krieg zwischen Äthiopien und Eritrea, sodass sich die ohnehin schwierige Lage der Juden von Quara weiter verschlechterte. Da im Land kein Luftverkehr mit Gondar aufrechterhalten wurde, organisierte die Jewish Agency Busse, um die Juden von Quara nach Addis Abeba zu bringen. Wegen Überschwemmungen und desolater Straßenverhältnisse hatten die Flüchtlinge eine schwierige Reise zu bewältigen. Dennoch schaffte es die Jewish Agency, in 37 Tagen insgesamt 2.173 Juden von Quara nach Israel zu überführen.

#### Operation Taubenflügel
Von November 2011 bis zum 28. August 2013 wurden in 93 von der Regierung organisierten Flügen insgesamt 7846 weitere Falascha Mura nach Israel gebracht. In einem Flüchtlingslager in der Stadt Gonder waren sie seit 2012 versorgt und auf die Ausreise vorbereitet worden. Weiteren ca. 5000 Falascha Mura wurde die Anerkennung als Juden durch den israelischen Staat verweigert. Ein „Recht auf Rückkehr“ (nach Israel) soll nur noch nach eingängiger Prüfung im Rahmen individuell gestellter Aufnahmeanträge gestattet werden.

#### Operation Fels Israel
Die Operation Fels Israel ermöglicht zum Jahreswechsel 2020/21 etwa 2.000 Falascha Mura die Einreise nach Israel.

### Anzahl
| Jahr/Zeitraum | Einwanderer aus Äthiopien | Gesamte Einwanderer nach Israel |
| ------------- | ------------------------- | ------------------------------- |
| 1948–51       | 10                        | 687,624                         |
| 1952–60       | 59                        | 297,138                         |
| 1961–71       | 98                        | 427,828                         |
| 1972–79       | 306                       | 267,580                         |
| 1980–89       | 16,965                    | 153,833                         |
| 1990–99       | 39,651                    | 956,319                         |
| 2000–04       | 14,859                    | 181,505                         |
| 2005–09       | 12,586                    | 86,855                          |
| 2010          | 1,652                     | 16,635                          |
| 2011          | 2,666                     | 16,893                          |
| 2012          | 2,432                     | 16,560                          |
| 2013          | 450                       | 16,929                          |
| 2014          | 213                       | 24.120                          |
| 2015          | 91                        | 27.908                          |
| 2016          | 43                        | 25.977                          |
| 2017          | 37                        | 28.598                          |
| 2018          | 208                       |                                 |
| 2019          | 818                       |                                 |

Quellen: 1948–2017:, 2018 und 2019:
| Gruppe der Einwanderer                 | Anzahl      |
| -------------------------------------- | ----------- |
| Vor der Operation Moses (1948–1984)    | 6.720       |
| Durch die Operation Moses (1985)       | 7.500–8.000 |
| Durch die Operation Joshua (1985)      | ca. 550     |
| Durch die Operation Salomon (1991)     | 14.324      |
| Falaschen von 1992 – 1997              | 10.092      |
| Einwanderer aus der Provinz Quara 1999 | 2.173       |
| Falascha Mura (1998–2017)              | 38.242      |

## In Israel

### Formale Konversion

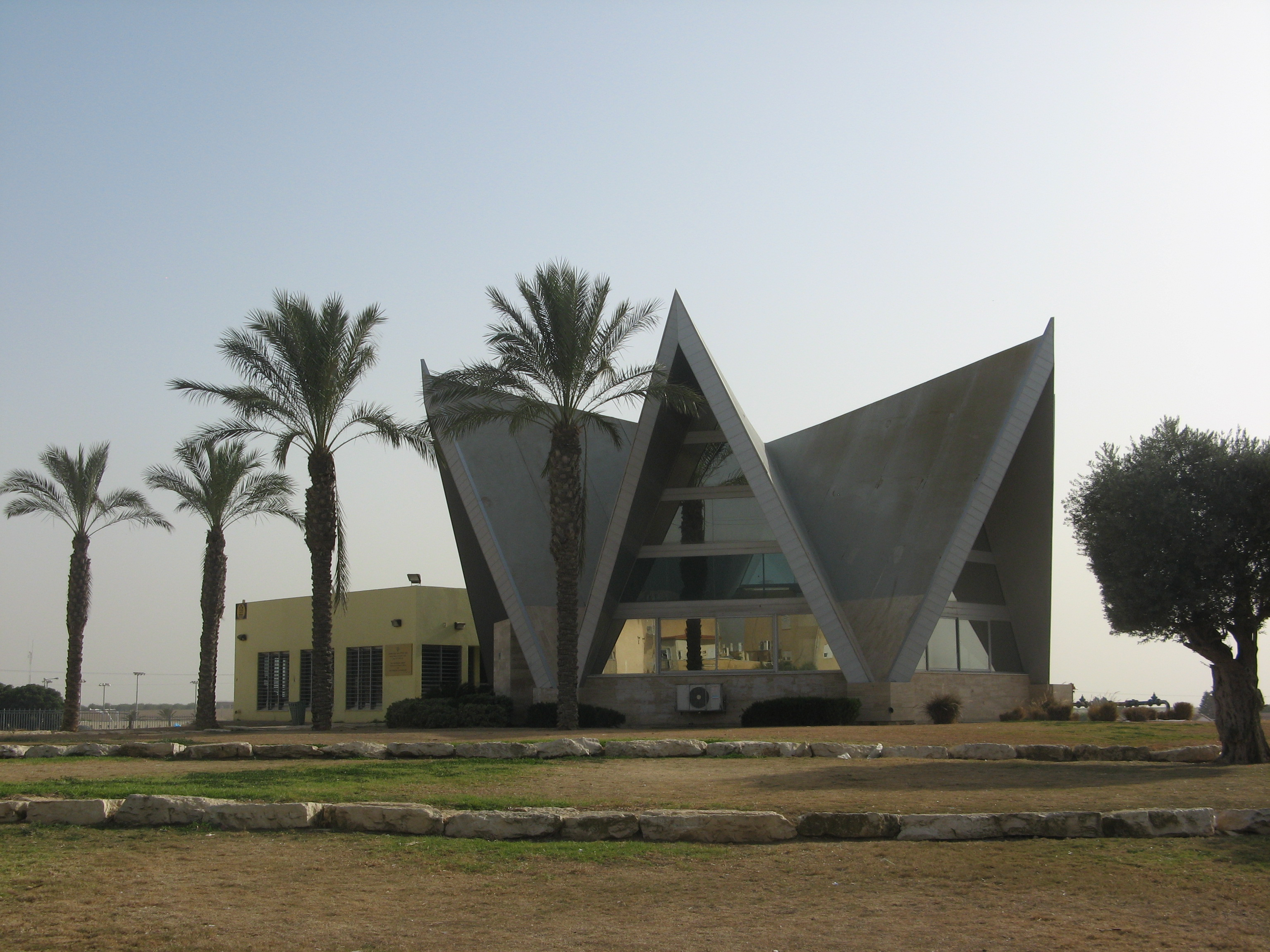
Moderne Synagoge der Beta Israel in Israel

Rabbi Yosef verfügte eine Pro-forma-Konversion zum Judentum aller Beta Israel nach ihrer Ankunft im Staat Israel und eine Unterwerfungserklärung unter die Lebensweise der Halacha, bzw. Lehre und Praxis des orthodoxen rabbinischen Judentums. Zahlreiche rabbinische Behörden sehen die Konversion zum Judentum nicht als pro forma, sondern als real an. Die Praxis der Beta Israel unterscheidet sich in bestimmten Bereichen erheblich von denen anderer Formen des Judentums, da in Äthiopien die Beta-Israel-Gemeinde zumeist in Unkenntnis des Talmud gelebt hatte.

### Integration
Nach ihrer Ankunft begann der langwierige Prozess der Aufnahme und Integration in die israelische Gesellschaft. Die Beta Israel wirkten wegen ihrer strengen religiösen Riten, der fremden Sprache und der dunklen Haut fremd auf manche Israelis. Auch die Falaschen fühlten sich fremd in Israel und hatten große Schwierigkeiten, in und mit einer völlig anderen Gesellschaft zu leben. Viele waren Bauern gewesen, hatten in ärmlichen Hütten gelebt und kannten weder Strom noch fließendes Wasser.
Die sozialen und kulturellen Barrieren waren für viele schwer zu überwinden, und so leben sie heute häufig unter sozial benachteiligten und teilweise auch diskriminierenden Bedingungen meist in Städten, vor allem Netanja, Haifa, Jerusalem, Beʾer Scheva, Rechovot, Aschdod, Aschkelon und Qirjat Malʾachi.
Es wurde behauptet, dass nach ihrer Ankunft weiblichen Beta Israel ohne Aufklärung und teilweise gegen ihren Willen eine Hormonspritze verabreicht wurde. Dafür wurde keine Evidenz gefunden. 1996 berichtete die Tageszeitung Maʿariv, dass der Magen David Adom, der unter anderem auch für Blutspende-Dienste verantwortlich ist, über mehrere Jahre hinweg alle Blutspenden von äthiopischen Juden vernichtete oder sich weigerte, Blutspenden von Juden aus Afrika anzunehmen. Die Absicht des Gesundheitsministeriums war es, dass sich keine Krankheiten wie Malaria oder HIV über das Blut übertragen. Mittlerweile (angekündigt Ende 2016) kann das Blut von in Äthiopien geborenen Menschen für Blutspenden verwendet werden.
Einige der jugendlichen Falaschen passten sich der in Israel herrschenden Form des orthodoxen Judentums an, während sich andere am weltlichen Lebensstil in Israel orientierten. Ältere Falaschen und besonders die Kessim bestehen trotz der formellen Übernahme des „normativen“ Judentums weiterhin auf der Beibehaltung ihrer eigenen Form des Judentums, wie sie in Äthiopien und in Eritrea ausgeübt wird.
Mit dem Generationswechsel werden die Unterschiede zwischen den äthiopischen Juden und den Israelis geringer. Folglich ist ihre Eingliederung auch eine Frage der Zeit.
Am 30. Juni 2008 nahm die Knesset das Sigd-Fest als Feiertag der äthiopischen Juden offiziell auf. Mit dem Feiertag, der am 29. Tag des jüdischen Monats Cheschwan begangen wird, wird heute dem Empfang der Tora auf dem Berg Sinai gedacht. Ursprünglich erinnerte das Fest an Esras Anklage gegen jene, welche sich treulos fremden Weibern hingegeben und durch ihre Mischehen Israel beschmutzt und damit Schuld und Schande über das Volk gebracht hätten (Esra, Esr 10,10–12 ).
Der Staat Israel hat am 19. Februar 2018 die Kessim offiziell anerkannt, womit sie an religiösen Gremien des Staates teilnehmen dürfen. Auf diese Weise können sie sich für die Belange ihrer Glaubensgruppe starkmachen, Trauungen vornehmen und Scheidungen besiegeln.

### Hohepriester

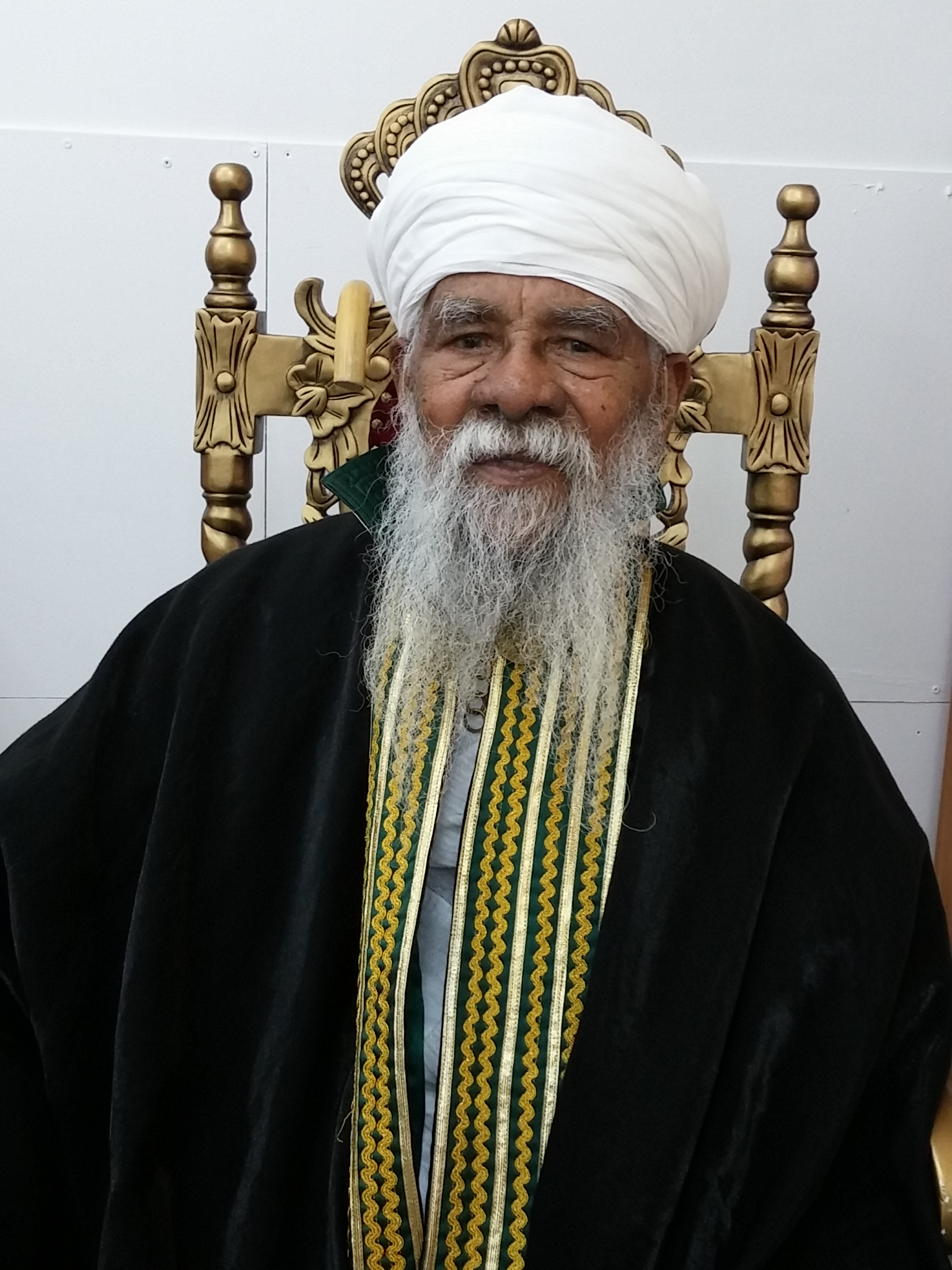
Raphael Hadane

Raphael Hadane war die Liqa Kahenat, der Hohepriester der Beta Israel bis 2020.

### Ethiopian Heritage Museum
2009 wurden in Rechovot Pläne zur Einrichtung eines äthiopischen Heimatmuseums vorgestellt, das sich dem Erbe und der Kultur der äthiopischen jüdischen Gemeinde widmet. Das Museum wird ein Modell eines äthiopischen Dorfes, einen künstlichen Bach, einen Garten, Klassenzimmer, ein Amphitheater und ein Denkmal für äthiopische zionistische Aktivisten und äthiopische Juden enthalten, die auf dem Weg nach Israel gestorben sind.

## Demografie
| Jahr         | 2010    | 2015    |
| In Israel    | 120.000 | 135.000 |
| In Äthiopien |         |         |

Quelle: 2010; 2015

## Personen

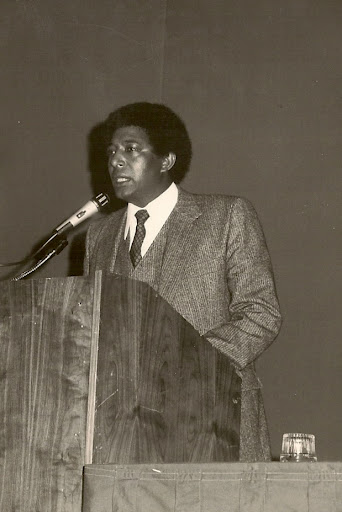
Baruch Tegegne (1944–2010), Mitorganisator der Flucht in den 1980er und 1990er Jahren
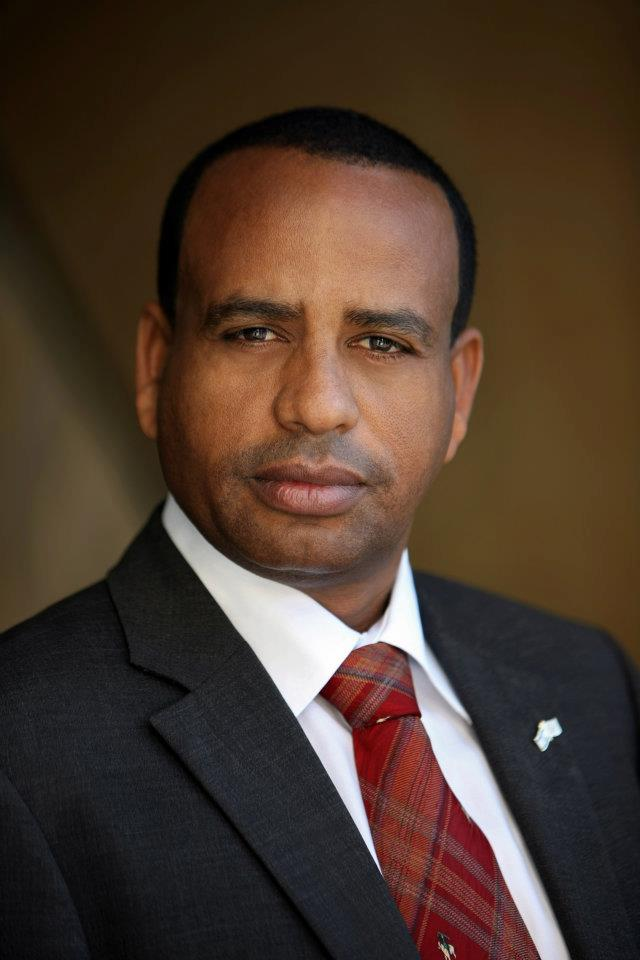
Schlomo Molla, * 1965, Politiker der Kadima
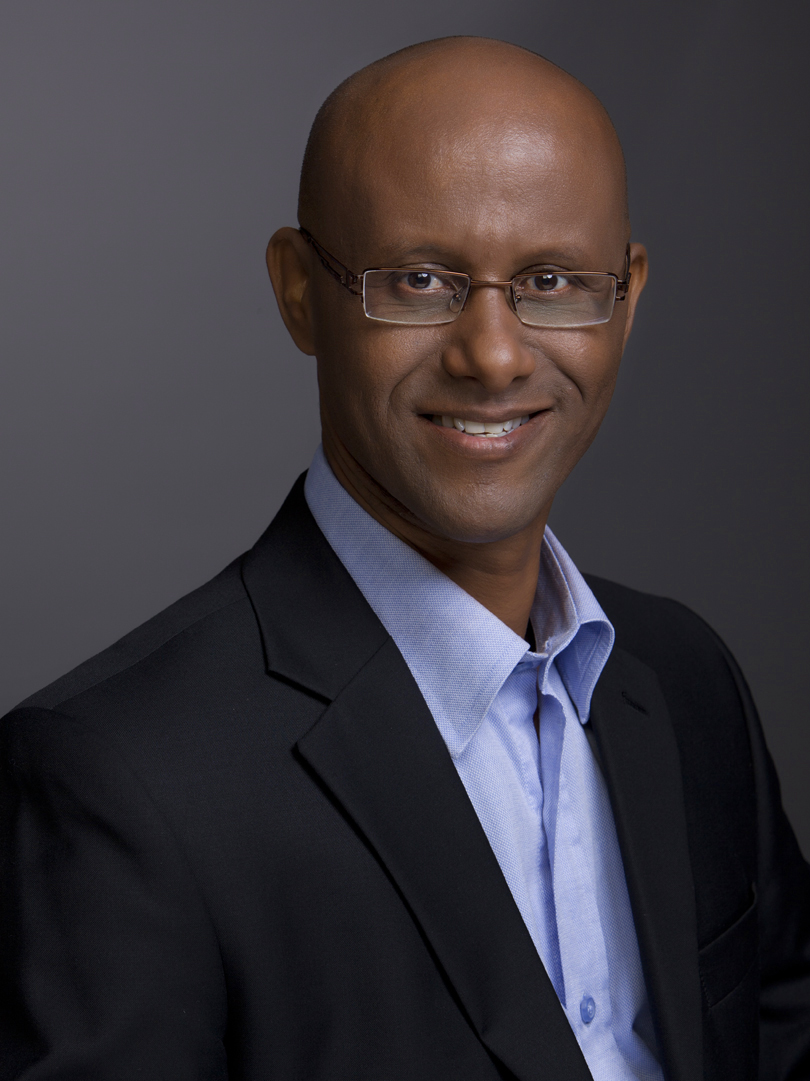
Schimon Solomon, * 1968, Politiker von Jesch Atid
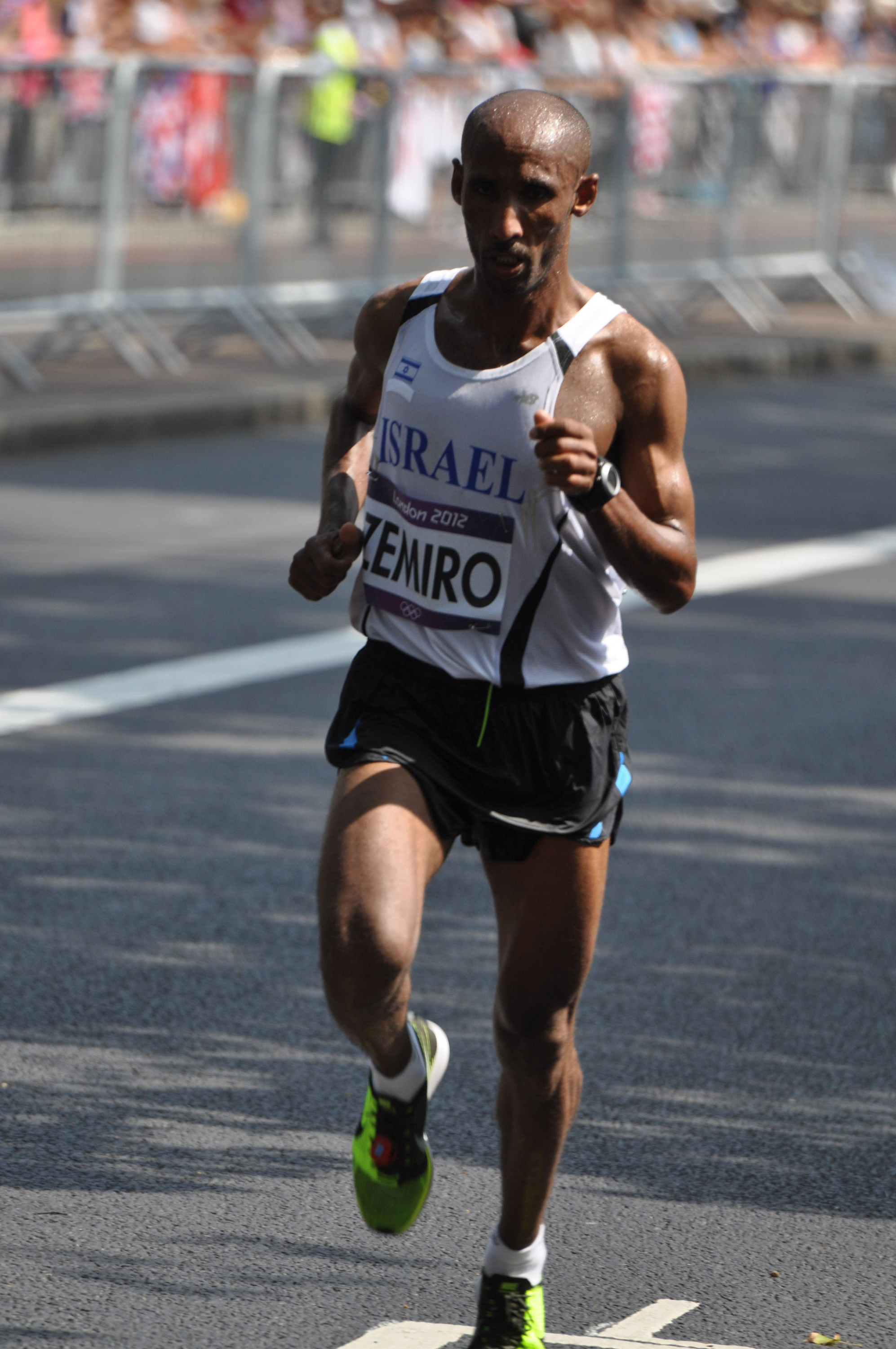
Zohar Zemiro, * 1977, Marathonläufer
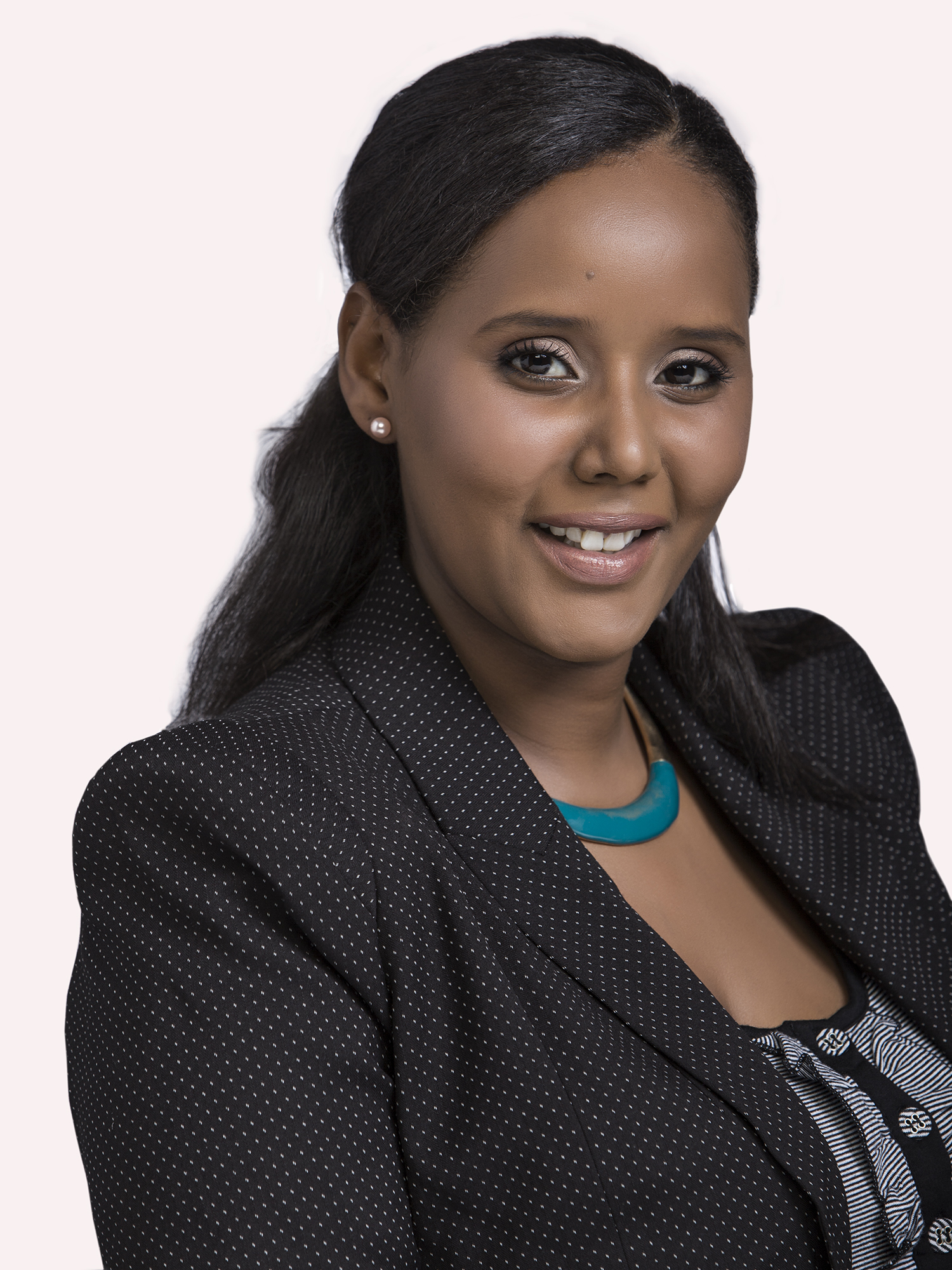
Pnina Tamano-Schata, * 1981, Abgeordnete der Knesset
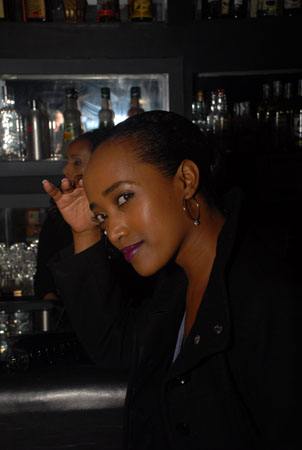
Esti Mamo, * 1983, Modell
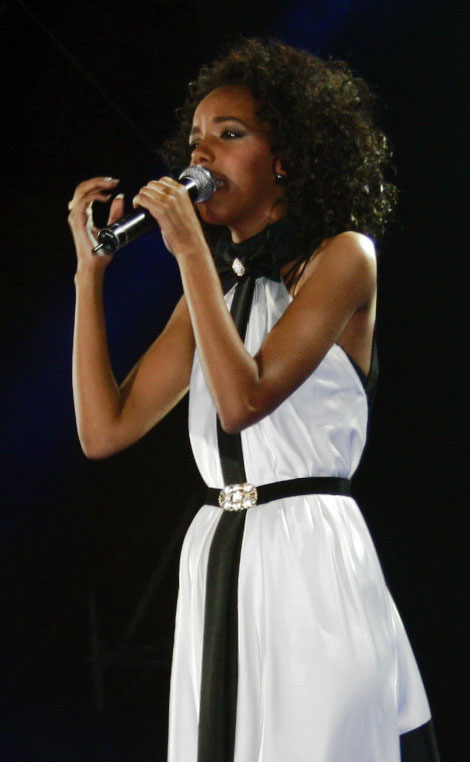
Hagit Yaso, * 1989, Sängerin
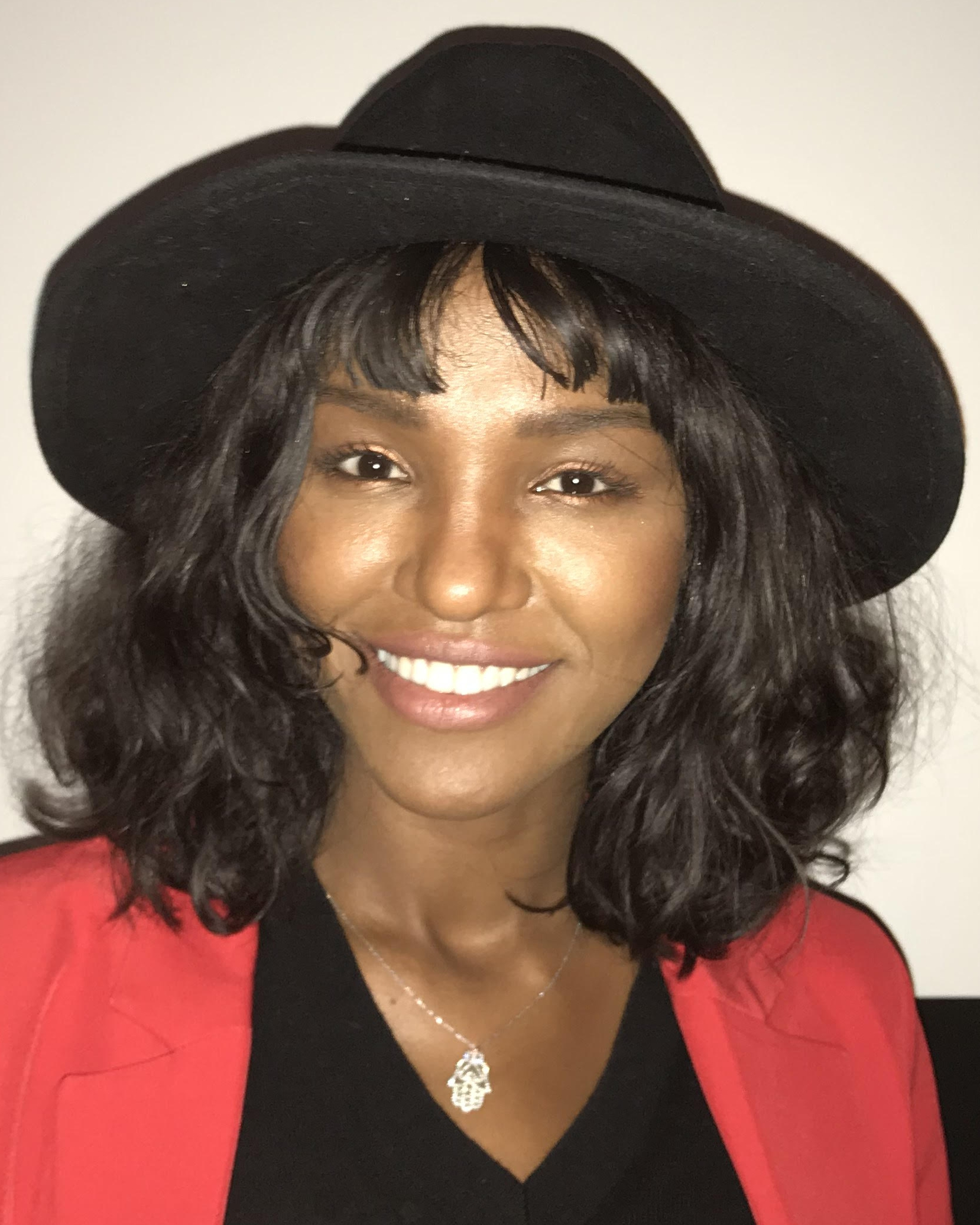
Yityish Aynaw, * 1992 Modell
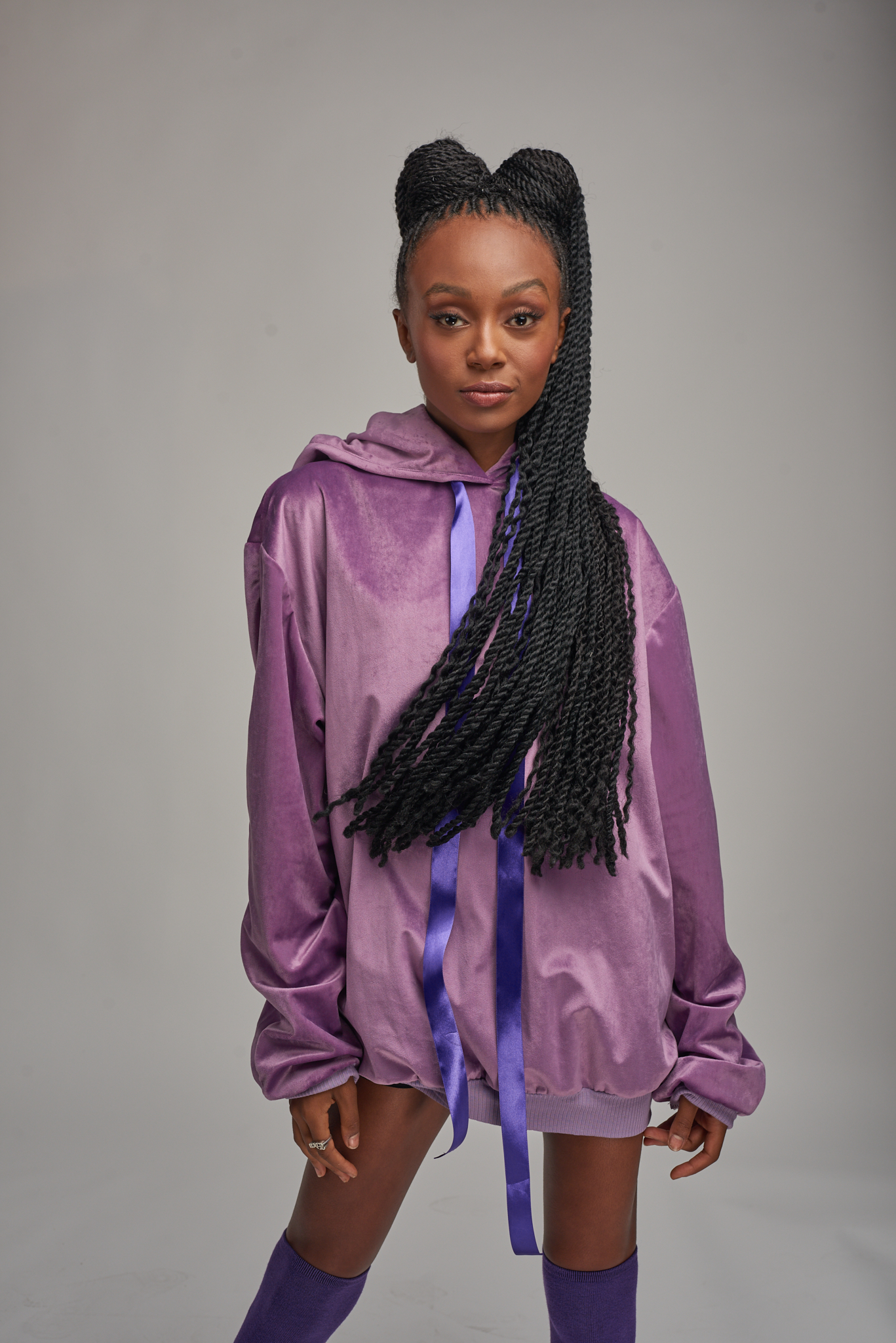
Eden Alene, * 2000, Sängerin

## Literatur

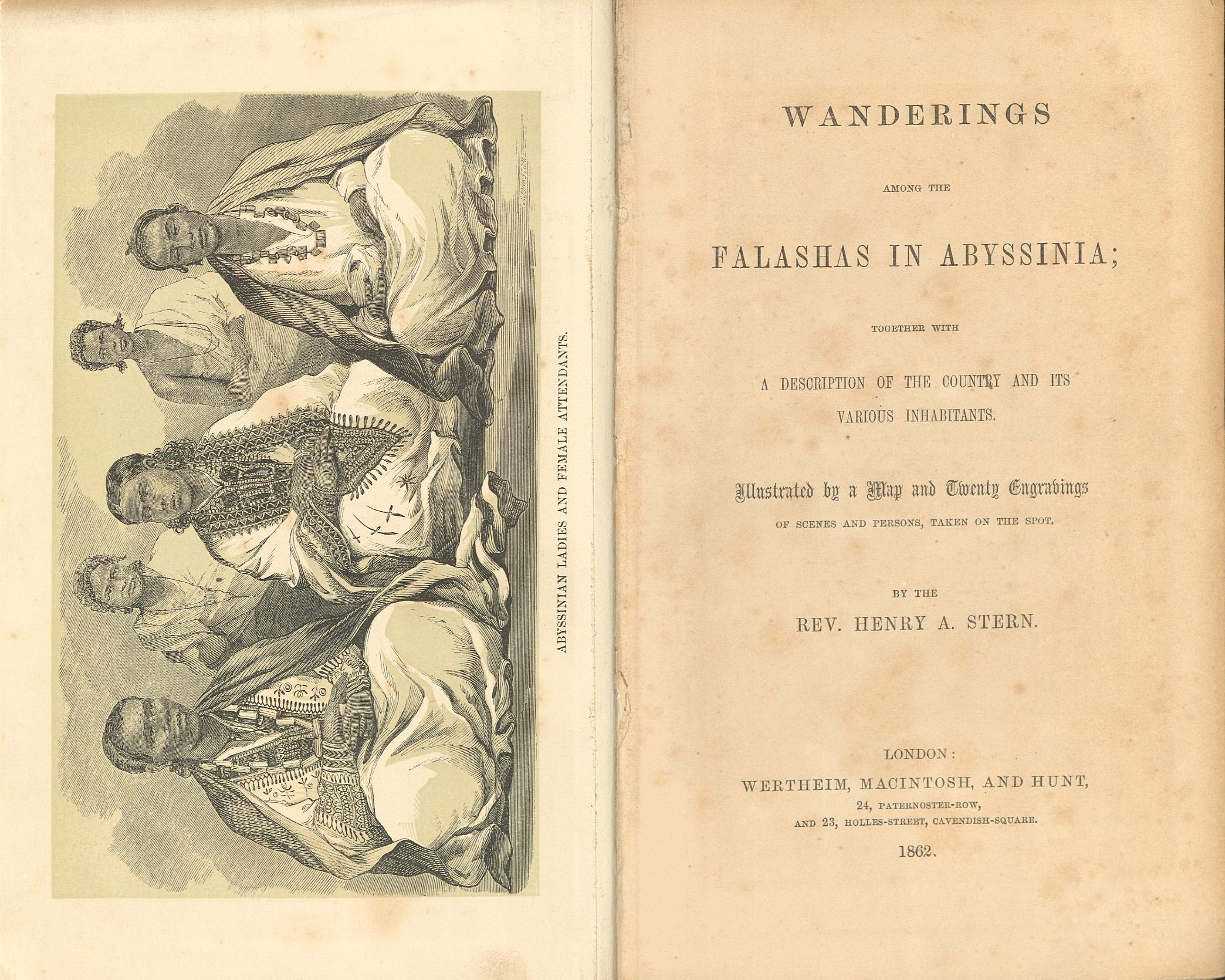
Henry Aaron Stern: Wanderings among the Falashas of Abyssina (1862)

## Filme
- Geh und lebe, Frankreich/Israel 2005 (Originaltitel: Va, vis et deviens), Regie: Radu Mihăileanu
- The Red Sea Diving Resort, USA, 2019, Regie Gideon Raff.[44]